# Suffeta
Suffeta o sufeta (in latino Suffēs o sūfēs; in greco antico: ἄρχοντες?, archontes ("arconti"); in fenicio špṭ, šofeṭ) era il titolo della più alta carica di Cartagine e di alcune città fenicie. I suffeti erano due, duravano in carica un anno e la loro importanza era paragonabile a quella dei consoli dell'antica Roma. Questa magistratura era presente anche in altre città del Nordafrica (per esempio a Thugga), nonché nella terra d'origine dei cartaginesi, la Fenicia, e in particolare la città di Tiro.
Il termine šofeṭ (plurale šofṭim) è presente anche in ebraico e in diverse altre lingue semitiche. Il suo senso principale è quello di "giudice", dalla radice "Š-P-Ṭ", "sottoporre a giudizio". E anche nell'antico Israele questa carica fu per un certo tempo la magistratura suprema (i "Giudici", che appaiono nel Libro dei Giudici).

## Il titolo
Il nome di questa carica è attestato nella grafia consonantica delle iscrizioni puniche (e anche in quelle numidiche) con le tre consonanti špṭ, e probabilmente era pronunciato šofeṭ, o meglio ancora šufeṭ. In latino ad esso corrisponde su(f) fes, pl. su(f) fetes; in greco βασιλευς (letteralmente "re").
Oltre al titolo βασιλευς (latino rex), gli autori antichi usano anche, per evidenziare determinati aspetti della carica di suffeta, i titoli  consul, praetor e meddix tuticus (alta magistratura osca, di solito tradotta in latino iudex publicus).

## Storia
Il titolo di suffeta è attestato a Tiro già nel VI secolo a.C. e in Palestina nel II millennio a.C.
A Cartagine la carica di suffeta può essere fatta risalire all'epoca di Annibale I (440-406 a.C.), e forse anche prima, all'epoca di Amilcare I (m. 480). È possibile che i suffeti esistessero già nel VI secolo. Probabilmente dapprincipio Cartagine era sottoposta a un governatore (skn), che agiva a nome del re di Tiro. Quando la città, intorno all'VIII/VII secolo si emancipò dalla madrepatria, è probabile che un re (mlk) abbia preso il posto del governatore. Nel VI secolo sembra che il potere sia stato preso da un "giudice" (špṭ) o due (špṭm). In generale la comparsa di due suffeti eletti annualmente viene considerata risalire alla fine del IV, inizio del III secolo. Per essi valeva il principio di collegialità e di durata annuale del mandato. In tutte le guerre dal 520 al 300 circa le caratteristiche della carica non sembrano essere mutate.
Il titolo di Suffeta, al pari di altre istituzioni puniche, rimase vivo come denominazione di una carica e titolo onorifica fino ai tempi dell'Impero romano.

## Caratteristiche
I Suffeti venivano eletti una volta all'anno dall'Assemblea del popolo, mentre prima del III secolo a.C. rimanevano in carica a vita.
Avevano potere giudiziario e presiedevano il Senato e l'Assemblea popolare, ma non detenevano il potere militare.
Già arrivare a stabilire il numero dei suffeti che erano in carica ogni anno presenta delle difficoltà. Che vi sia stata perlomeno in alcune epoche una doppia titolarità della carica sembra doversi dedurre già da quei passi in cui i suffeti vengono messi sullo stesso piano dei re di Sparta e dei consoli romani. Ciò viene detto apertamente da Cornelio Nepote. Inoltre questa ipotesi viene comprovata anche da documenti cartaginesi che vengono datati col nome dei due suffeti. Ma la carica di suffeta non deve essere stata sempre attribuita a due persone alla volta. In certe epoche sembra che ci siano stati anche quattro suffeti contemporaneamente.
Che la carica di suffeta, perlomeno nelle epoche storicamente accertabili, avesse la caratteristica di essere annuale, sembra probabile sulla base di quanto è tramandato da Cornelio Nepote e da Zonara. E ciò è confermato da una ricca documentazione epigrafica, in cui le date vengono espresse secondo i suffeti eponimi dell'anno (št). Sui poteri dei (solitamente) due suffeti abbiamo informazioni solo parziali. Dalla resa col termine per "re" (βασιλευς o rex) si possono trarre solo vaghe deduzioni circa i reali poteri di chi deteneva questa carica.
I suffeti erano le massime cariche dello Stato. È evidente che essi, in qualità di summus magistratus ("supremi magistrati" Livio) rappresentavano gli interessi dello stato verso l'esterno. Essi appaiono dotati di significativi poteri nelle relazioni internazionali, altrimenti non si capirebbe l'uso del termine βασιλευς o rex. In quale misura, invece, fossero sottoposti a controlli da parte dello Stato non è dato saperlo sulla base di queste due denominazioni.
Essi dirigevano il Consiglio cartaginese, spesso descritto come un senato. Ne assumevano la presidenza e avevano diritto di prendere la parola in Consiglio, avevano diritto di convocarlo e di sottoporgli delle proposte. Avevano un ruolo decisivo anche nel legiferare. Con tutta probabilità avevano anche diritto convocare l'Assemblea del popolo; peraltro, non si ha conoscenza di alcun'altra carica dello stato che avesse questa facoltà. Anche le finanze dello Stato sembra fossero in ultima istanza sotto il loro controllo, con l'ausilio di un funzionario paragonabile al quaestor romano.
Gli interessi dello Stato venivano imposti mediante forze di polizia, di cui sembra che essi fossero anche le massime autorità. Come già lascia intendere il nome špṭ ("giudice") o meddix tuticus, anche il potere giudiziario era sostanzialmente sotto il loro controllo. Non di rado essi avevano anche il comando supremo in occasione delle guerre. Il grande rilievo della loro posizione può essere compreso se si pensa che è ad essi, in qualità di "grandi" (rb), che spettava, nella Cartagine repubblicana, la funzione, che ai tempi degli antichi Fenici in oriente veniva attribuita al re, di mqm 'lm, vale a dire suscitatori del dio Melqart (mlqrt).

### Fonti
- Aristotele, La Politica;
- Cornelio Nepote, Annibale;
- Festo;
- Marco Giuniano Giustino;
- Tito Livio;
- Paolo Diacono;
- Polibio;
- Seneca, Dialoghi;
- Zonara;
- Numerose iscrizioni puniche, pubblicate in diverse sedi.

### Studi
- Werner Dahlheim: Die griechisch-römische Antike II, laufende Nachdrucke.
- Stéphane Gsell: Histoire ancienne d'Afrique du Nord II, Paris 1921.
- Werner Huß: Geschichte der Karthager, München 1985 (= Handbuch der Altertumswissenschaften III.8).
- Werner Huß: Die Karthager, 3. ed. riveduta, München 2004.
- Werner Huß: Karthago, 3. durchgesehene Auflage, C. H. Beck, München 2004.
- Serge Lancel: Carthage, Oxford 1997.
- Michael Palkovits: Verträge zwischen Rom und Karthago, juristische Diplomarbeit, Graz 2004.
- Gilbert und Colette Picard: Vie et mort de Carthage, Paris 1970.
- Gerhard Schrot: Karthago, in: KlP 3, 1979, Sp. 136.
- Maurice Sznycer: Carthage et la civilisation punique, in: Claude Nicolet (a cura di): Rome et la conquête du monde mediterranéen, 2. ed., Collection Nouvelle Clio 8bis, Paris 1978, S. 545 – 593.